# ديفيد أدلمان (كرة السلة)
ديفيد ليونارد أدلمان (من مواليد 15 مايو 1981) هو مدرب كرة سلة أمريكي محترف وهو المدرب الرئيسي المؤقت لفريق دنفر ناجتس التابع للدوري الأمريكي لكرة السلة للمحترفين( إن بي أي).
وهو نجل مدرب الدوري الاميركي للمحترفين السابق ريك أدلمان.

## مهنة التدريب
بدأ أدلمان تدريب كرة السلة بعد تخرجه من المدرسة اليسوعية الثانوية في بورتلاند بولاية أوريغون ، حيث مكث ليصبح مساعدا متطوعا تحت قيادة جين بوتر من عام 2002 إلى عام 2006.
ثم أصبح المدرب الرئيسي في مدرسة لينكولن الثانوية ، وقاد الكاردينالات إلى ثلاث بطولات مدينة (2006-07 ، 2009-10 ، 2010-11) ووصل إلى بطولات 6A حيث وجد الكاردينال أنفسهم يخسرون أمام مدرسة جرانت الثانوية التي كان يقودها مايك موسر ومايك جيمس وبول ماكوي.

### مهنة الدوري الاميركي للمحترفين
في عام 2011 ، انضم أدلمان إلى مينيسوتا تيمبروولفز كمدرب لتطوير اللاعبين تحت قيادة والده ريك أدلمان.
بعد تقاعد ريك في عام 2014 ، واصل أدلمان عمله مع مينيسوتا ، وأصبح المدرب الرئيسي للدوري الصيفي للمحترفين لمدة ثلاثة مواسم تحت قيادة فليب سوندرز (توفي في عام 2015) ثم سام ميتشل.
غادر أدلمان تيمبروولفز في عام 2016 حيث انضم إلى أورلاندو ماجيك كمدرب مساعد تحت قيادة فرانك فوغل لموسم واحد.
انضم إلى دنفر ناجتس قبل موسم 2017-18 في الدوري الاميركي للمحترفين كمساعد تحت قيادة مايكل مالون.
فاز أدلمان ببطولة الدوري الاميركي للمحترفين عندما هزم ناجتس ميامي هيت في نهائيات الدوري الاميركي للمحترفين 2023 في 5 مباريات.
في 8 أبريل 2025 ، تم تعيين أدلمان مدربا مؤقتا لفريق ناجتس بعد طرد مالون.

## الحياة الشخصية
ولد أدلمان لماري كاي وريك أدلمان في سايلم بولاية أوريغون ، وهو واحد من ستة أشقاء ، ثلاثة منهم ذهبوا أيضا إلى تدريب كرة السلة. كاثي أدلمان نارو هي مدربة مدرسة ثانوية للفتيات تحظى بتقدير كبير في ولاية أوريغون.
قاد بات أدلمان الأولاد في مدرسة لينكولن الثانوية إلى الدور نصف النهائي للصف 6A في عام 2018.
R.J. عمل أدلمان في مجموعة من الوظائف بما في ذلك مساعد المدرب والكشافة ومنسق الفيديو في سياتل وساكرامنتو وهيوستن ومينيسوتا قبل أن تصطدم به سيارة في عام 2018.
تقيم الأختان لورا وكيتلين في ولاية أوريغون.

## سجل التدريب الرئيسي
| الفريق | السنة   | G | W | L | W–L%  | النهاية          | PG | PW | PL | PW–L% | النتيجة |
| ------ | ------- | - | - | - | ----- | ---------------- | -- | -- | -- | ----- | ------- |
| Denver | 2024–25 | 3 | 3 | 0 | 1.000 | 2nd in Northwest | —  | —  | —  | —     | —       |
| Career | Career  | 3 | 3 | 0 | 1.000 |                  | 0  | 0  | 0  | –     |         |

## النقاط البارزة والجوائز
- فاز ببطولة الولاية كلاعب في المدرسة اليسوعية الثانوية عام 1999.[7]
- قاد المدرسة الثانوية اليسوعية إلى لقب الولاية في عام 2005.[3]
- سجل 83-53 (.610) مع مدرسة لينكولن الثانوية. قاد الكاردينالات إلى ثلاث بطولات مدينة (2006-07 ، 2009-10 ، 2010-11). بالإضافة إلى ذلك ، وصل إلى لعبة بطولة 6A في عام 2009.[3]
- حصل على لقب أفضل مدرب PIL للعام ثلاث مرات.[8]
- مساعد مدرب في لعبة كل النجوم في الدوري الاميركي للمحترفين لعام 2019.[9]
- سافر إلى فقاعة الدوري الاميركي للمحترفين 2020 في أورلاندو ، فلوريدا حيث أصبح دنفر ناجتس أول فريق في تاريخ الدوري الاميركي للمحترفين يتغلب على عجزين لاحقين 3-1 في فترة ما بعد الموسم. خسر ناجتس في المباراة 5 أمام لوس أنجلوس ليكرز [2] الذي فاز ببطولة 2020. [3]